# CR169 (Luxemburg)
De CR169 (Chemin Repris 169) is een verkeersroute in Luxemburg tussen Schifflange (CR168) en Leudelange (CR163). De route heeft een lengte van ongeveer 7 kilometer.

## Routeverloop
De route begint aan de noordkant van de plaats Schifflange aan de rotonde met de CR168 en gaat richting het noorden. Direct wordt het riviertje Alzette gepasseerd. Hierna gaat de route door bebouwd gebied naar de A13 toe. Daarna gaat de route tussen de open velden door naar de plaatsen Foetz en Pontpierre, waar het aansluit op de N13. Na deze aansluiting (rotonde) gaat de route naar het noordoosten en sluit aan op de N4. Tot het jaar 1995 had dit weggedeelte tussen de N13 en N4 het wegnummer N4c, in 1995 is dit wegnummer komen te vervallen en heeft de CR169 de weg overgenomen. Het wegnummer N4c ligt sinds 1995 in de plaat Esch-sur-Alzette. 
De CR169 gaat via Rue d'Europe verder naar het noordoosten. Sommige kaarten, maar ook wegwijzers, geven hier Rue de Luxembourg, en soms beide wegen, aan als route van de CR169. Dit gedeelte van de route is ook onderdeel van de N4. Ter hoogte van het tankstation langs de A4 gaat de N4 weer van de route af. Dit is een gelijkvloerse afrit naar de A4 toe en enkel te berijden vanuit Pontpierre naar de A4 richting Luxemburg-stad toe. De CR169 blijft in de nabijheid van de A4, waarna het aansluit op de CR163. Dit is ook de plek waar de CR169 eindigt.
Tot het jaar 1995 begon de route in het centrum van Schifflange ten zuiden van de spoorlijn Bettembourg - Esch-sur-Alzette. Echter door de verandering van de route van de CR168 is het gedeelte tussen het centrum en de huidige CR168 overbodig geraakt en daardoor komen te vervallen.

## Plaatsen langs de CR169
- Schifflange
- Foetz
- Pontpierre

CR101 ·
CR102 ·
CR103 ·
CR104 ·
CR105 ·
CR106 ·
CR107 ·
CR108 ·
CR109 ·
CR110 ·
CR111 ·
CR112 ·
CR113 ·
CR114 ·
CR115 ·
CR116 ·
CR117 ·
CR118 ·
CR119 ·
CR120 ·
CR121 ·
CR122 ·
CR123 ·
CR124 ·
CR125 ·
CR126 ·
CR127 ·
CR128 ·
CR129 ·
CR130 ·
CR131 ·
CR132 ·
CR133 ·
CR134 ·
CR135 ·
CR136 ·
CR137 ·
CR138 ·
CR139 ·
CR140 ·
CR141 ·
CR142 ·
CR143 ·
CR144 ·
CR145 ·
CR146 ·
CR147 ·
CR148 ·
CR149 ·
CR150 ·
CR151 ·
CR152 ·
CR153 ·
CR154 ·
CR155 ·
CR156 ·
CR157 ·
CR158 ·
CR159 ·
CR160 ·
CR161 ·
CR162 ·
CR163 ·
CR164 ·
CR165 ·
CR166 ·
CR167 ·
CR168 ·
CR169 ·
CR170 ·
CR171 ·
CR172 ·
CR173 ·
CR174 ·
CR175 ·
CR176 ·
CR177 ·
CR178 ·
CR179 ·
CR180 ·
CR181 ·
CR182 ·
CR183 ·
CR184 ·
CR185 ·
CR186 ·
CR187 ·
CR188 ·
CR189 ·
CR190
CR200 ·
CR201 ·
CR202 ·
CR203 ·
CR204 ·
CR205 ·
CR206 ·
CR207 ·
CR208 ·
CR210 ·
CR211 ·
CR212 ·
CR213 ·
CR215 ·
CR216 ·
CR217 ·
CR218 ·
CR219 ·
CR220 ·
CR221 ·
CR222 ·
CR223 ·
CR224 ·
CR225 ·
CR226 ·
CR227 ·
CR228 ·
CR229 ·
CR230 ·
CR231 ·
CR232 ·
CR233 ·
CR234
CR301 ·
CR302 ·
CR303 ·
CR304 ·
CR305 ·
CR306 ·
CR307 ·
CR308 ·
CR309 ·
CR310 ·
CR311 ·
CR312 ·
CR313 ·
CR314 ·
CR315 ·
CR316 ·
CR317 ·
CR318 ·
CR319 ·
CR320 ·
CR321 ·
CR322 ·
CR323 ·
CR324 ·
CR325 ·
CR326 ·
CR327 ·
CR328 ·
CR329 ·
CR330 ·
CR331 ·
CR332 ·
CR333 ·
CR334 ·
CR335 ·
CR336 ·
CR337 ·
CR338 ·
CR339 ·
CR340 ·
CR341 ·
CR342 ·
CR343 ·
CR344 ·
CR345 ·
CR346 ·
CR347 ·
CR348 ·
CR349 ·
CR350 ·
CR351 ·
CR352 ·
CR353 ·
CR354 ·
CR355 ·
CR356 ·
CR357 ·
CR358 ·
CR359 ·
CR360 ·
CR361 ·
CR362 ·
CR364 ·
CR365 ·
CR366 ·
CR367 ·
CR368 ·
CR369 ·
CR370 ·
CR371 ·
CR372 ·
CR373 ·
CR374 ·
CR375 ·
CR376 ·
CR377 ·
CR378 ·
CR379
Routes die cursief vermeld staan, zijn voormalige routes.